# Percevejo-gaúcho
Percevejo-gaúcho (Leptoglossus zonatus) é um insecto nativo não endêmico do Brasil da família Coreidae. É considerado praga agrícola de algumas culturas como por exemplo milho, sorgo e romã. Os seus ovos são parasitadas por um inseto do gênero Anastatus.

## Morfologia e fisiologia
As fêmeas são maiores que os machos e pões os ovos enfileirados e aderidos ao substrato.
Os ovos são inicialmente verdes e tornam-se definitivamente marrons após poucas horas. A encubação dos ovos é de cerca de 9,6 dias.
As ninfas ficam agrupadas até o final do segundo estágio e diferentes alimentos interferem no seus tempos de desenvolvimento.
Os machos possuem dois testículos, cada um com sete folículos preenchido por cistos em espermatogênese de diferentes fases; um duto eferente parte de cada um desses folículos; esses sete ductos eferentes se unem para formar um duto deferente por testículo e os dois dutos deferentes se unem para formar o duto ejaculatório. Os espermatozoides são armazenados nas vesículas seminais após o processo de espermatogênese. Os dutos deferentes recebem as secreções das glândulas acessórias na região posterior. Os dutos deferentes e as vesículas seminais possuem epitélio cuboide, com núcleo esférico, e recoberto por uma camada muscular fina. Eles possuem vários pares de glândulas acessórias bastante desenvolvidas, que possuem diferentes tipos de epitélio, prismático e cuboide, que produzem respectivamente secreções granulares e de aspecto homogêneo. As cópulas múltiplas são justificadas pela produção contínua de espermatozoides que são indicadas pela presença de cistos nas diferentes fases da espermatogênese.

## Distribuição geográfica
Leptoglossus zonatus distribui-se nos países: Argentina, Brasil, Bolívia, Colômbia, Costa Rica, Equador, El Salvador, Guatemala, Honduras, México, Nicarágua, Panamá, Peru, Estados Unidos e Venezuela.